# Artamella viridis
Artamella viridis là một loài chim trong họ Vangidae.